# Suahilijska Wikipedia
Suahilijska Wikipedia – edycja językowa Wikipedii tworzona w języku suahili.
Suahilijska Wikipedia jest pierwszą co do wielkości wśród Wikipedii w językach afrykańskich. Według danych za wrzesień 2009 roku suahilijska Wikipedia miała ponad 14 tysięcy haseł, co dawało jej 76. pozycję w rankingu wszystkich wersji językowych.
27 sierpnia 2006 roku suahilijska Wikipedia została wymieniona w artykułach International Herald Tribune i New York Times dotyczących kwestii poruszanych podczas konferencji Wikimania 2006.

## Kroki milowe
- 27 sierpnia 2006: 1 025 haseł[3]
- 30 sierpnia 2012: 24 141 haseł